# Pandemia de COVID-19 na Zâmbia
Este artigo documenta os impactos da pandemia de coronavírus de 2020 na Zâmbia e pode não incluir todas as principais respostas e medidas contemporâneas.

## Linha do tempo
Até 17 de março, o governo havia suspendido o funcionamento de todas as instituições educacionais no país, além de impor restrições para viagens internacionais. Em 18 de março, a Zâmbia confirmou os 2 primeiros casos de COVID-19 no país, tratando-se de um casal que havia viajado de férias para a França.